# Associazione Sportiva Siracusa 1987-1988
Questa voce raccoglie le informazioni riguardanti l 'Associazione Sportiva Siracusa nelle competizioni ufficiali della stagione 1987-1988.

## Rosa
| N. |                   | Ruolo | Calciatore            |
| -- | ----------------- | ----- | --------------------- |
|    | Italia (bandiera) | P     | Sebastiano Aprile     |
|    | Italia (bandiera) |       | Bonaccorso            |
|    | Italia (bandiera) | C     | Francesco Cancelliere |
|    | Italia (bandiera) | P     | Vincenzo Cangelosi    |
|    | Italia (bandiera) | D     | Giorgio Di Bari       |
|    | Italia (bandiera) | D     | Domenico Di Corato    |
|    | Italia (bandiera) | D     | Antonino Di Dio       |
|    | Italia (bandiera) | C     | Raffaele Di Liso      |
|    | Italia (bandiera) | D     | Libero Di Paola       |
|    | Italia (bandiera) | C     | Giovanni Grande       |
|    | Italia (bandiera) | D     | Dario Italia          |
|    | Italia (bandiera) | C     | Pasquale Marino       |
|    | Italia (bandiera) | A     | Luca Mariotti         |

| N. |                   | Ruolo | Calciatore                 |
| -- | ----------------- | ----- | -------------------------- |
|    | Italia (bandiera) | C     | Renzo Martin               |
|    | Italia (bandiera) | C     | Giacomo Mazzara Bologna    |
|    | Italia (bandiera) | C     | Carlo Milazzo              |
|    | Italia (bandiera) | D     | Luciano Mordocco           |
|    | Italia (bandiera) | D     | Giancarlo Olivotto         |
|    | Italia (bandiera) | A     | Antonino Franco Pannitteri |
|    | Italia (bandiera) | A     | Franco Parisi              |
|    | Italia (bandiera) | A     | Antonio Ravot              |
|    | Italia (bandiera) | C     | Claudio Scotti             |
|    | Italia (bandiera) | D     | Luciano Serra              |
|    | Italia (bandiera) | A     | Diego Spinella             |
|    | Italia (bandiera) | P     | Davide Torchia             |
|    | Italia (bandiera) | A     | Mario Valastro             |

## Risultati

### Campionato

#### Girone di andata
| 20 settembre 1987 1ª giornata | Pro Cisterna         | 1 – 1 | Siracusa | \| Arbitro: \| Rossignoli (Firenze) \| |
| Arbitro:                      | Rossignoli (Firenze) |       |          |                                        |

| 27 settembre 1987 2ª giornata | Siracusa             | 3 – 1 | Valdiano 85 | Stadio Nicola De Simone\| Arbitro: \| Stefanelli (Bologna) \| |
| Arbitro:                      | Stefanelli (Bologna) |       |             |                                                               |

| 4 ottobre 1987 3ª giornata | Atletico Catania | 1 – 1 | Siracusa | \| Arbitro: \| Marchi (Ivrea) \| |
| Arbitro:                   | Marchi (Ivrea)   |       |          |                                  |

| Arbitro: | Lorusso (Milano) |

|              |           |            |
| Mordocco 15’ | Marcatori | 52’ Angora |

| 18 ottobre 1987 5ª giornata | Vigor Lamezia          | 0 – 0 | Siracusa | \| Arbitro: \| Russo Luciano (Chieti) \| |
| Arbitro:                    | Russo Luciano (Chieti) |       |          |                                          |

| 25 ottobre 1987 6ª giornata | Siracusa | 0 – 0 | Benevento |  |

| 1º novembre 1987 7ª giornata | Giarre | 2 – 0 | Siracusa |  |

| 8 novembre 1987 8ª giornata | Siracusa | 0 – 0 | Sorrento |  |

| 15 novembre 1987 9ª giornata | Turris | 2 – 1 | Siracusa |  |

| 22 novembre 1987 10ª giornata | Siracusa                     | 0 – 1 | Palermo | \| Arbitro: \| Sanguineti Enrico (Chiavari) \| |
| Arbitro:                      | Sanguineti Enrico (Chiavari) |       |         |                                                |

| 29 novembre 1987 11ª giornata | Cavese             | 1 – 0 | Siracusa | \| Arbitro: \| Lattuada (Legnano) \| |
| Arbitro:                      | Lattuada (Legnano) |       |          |                                      |

| 6 dicembre 1987 12ª giornata | Siracusa | 0 – 0 | Trapani |  |

| 13 dicembre 1987 13ª giornata | Kroton | 1 – 0 | Siracusa |  |

| 20 dicembre 1987 14ª giornata | Siracusa | 3 – 0 | Afragolese |  |

| 3 gennaio 1988 15ª giornata | Ercolanese | 0 – 1 | Siracusa |  |

| 10 gennaio 1988 16ª giornata | Siracusa | 1 – 0 | Juventus Stabia |  |

| 17 gennaio 1988 17ª giornata | Latina | 0 – 0 | Siracusa |  |

#### Girone di ritorno
| 24 gennaio 1988 18ª giornata | Siracusa | 2 – 0 | Pro Cisterna |  |

| 31 gennaio 1988 19ª giornata | Valdiano 85 | 1 – 3 | Siracusa |  |

| 7 febbraio 1988 20ª giornata | Siracusa | 0 – 0 | Atletico Catania |  |

| Arbitro: | Florio (Vasto) |

|                                        |           |              |
| Morello 60’ Piccinno 81’ D'Onofrio 90’ | Marcatori | 25’ Spinella |

| 28 febbraio 1988 22ª giornata | Siracusa | 2 – 0 | Vigor Lamezia |  |

| 6 marzo 1988 23ª giornata | Benevento | 1 – 0 | Siracusa |  |

| 13 marzo 1988 24ª giornata | Siracusa | 1 – 1 | Giarre |  |

| 20 marzo 1988 25ª giornata | Sorrento | 2 – 1 | Siracusa |  |

| 2 aprile 1988 26ª giornata | Siracusa | 3 – 0 | Turris |  |

| 10 aprile 1988 27ª giornata | Palermo | 1 – 1 | Siracusa |  |

| 17 aprile 1988 28ª giornata | Siracusa | 2 – 1 | Cavese |  |

| 24 aprile 1988 29ª giornata | Trapani | 1 – 0 | Siracusa |  |

| 8 maggio 1988 30ª giornata | Siracusa | 2 – 1 | Kroton |  |

| 15 maggio 1988 31ª giornata | Afragolese | 0 – 1 | Siracusa |  |

| 22 maggio 1988 32ª giornata | Siracusa | 1 – 1 | Ercolanese |  |

| 29 maggio 1988 33ª giornata | Juventus Stabia | 0 – 0 | Siracusa |  |

| 5 giugno 1988 34ª giornata | Siracusa | 0 – 2 | Latina |  |